# Нова-Шипка
Нова-Шипка (болг. Нова Шипка) — село в Болгарии. Находится в Варненской области, входит в общину Долни-Чифлик. Население составляет 264 человека.

## Политическая ситуация
В местном кметстве Нова-Шипка, в состав которого входит Нова-Шипка, должность кмета (старосты) исполняет Даниела Георгиева Иванова (Демократы за сильную Болгарию (ДСБ)) по результатам выборов правления кметства.
Кмет (мэр) общины Долни-Чифлик — Борислав Николаев Натов (независимый) по результатам выборов в правление общины.